# Savigniorrhipis
Savigniorrhipis acoreensis és una espècie d'aranya araneomorfa de la subfamília Erigoninae, dins de la família Linyphiidae. És l'únic membre del gènere monotípic Savigniorrhipis.
És un endemisme de les illes Açores, a Portugal.
Fou descrit per primera vegada per J. Wunderlich l'any 1992.